# عطارد (رواية)
عطارد رواية للروائي المصري محمد ربيع. صدرت الرواية لأوّل مرة عام 2015 عن دار التنوير في بيروت. ودخلت في القائمة النهائية «القصيرة» للجائزة العالمية للرواية العربية لعام 2016، المعروفة باسم «جائزة بوكر العربية».

## حول الرواية
يروي الكاتب المصري «محمد ربيع» في هذه الرواية حكاية عطارد، اسم ضابط ممن شهدوا اندحار الشرطة في 28 يناير 2011. بعد عقد وعدة أعوام من تلك الأحداث، مصر تحت احتلال غامض وفلول الشرطة القديمة تتولى قيادة المقاومة الشعبية بين الأطلال المحطمة للقاهرة. جحيم يومي من القتل العشوائي، يكثف مشاهد المجازر المتفرقة التي تلت أحداث ثورة 25 يناير الشهيرة. هي خيالات وهواجس الثورة المضادة وقد صارت واقعًا في مستقبل كابوسي. هي رواية عن «عطارد» الضابط، «عطارد» أقرب الكواكب إلى الشمس.

## عنوان الرواية ورمزيته
مطلع الرواية يجسد فكرة الجحيم وهي الحياة التي نعيشها من منظور الكاتب, فلذلك نجد أن اختيار العنوان "عطارد" يقع لعدة أسباب : -نسبة إلى كوكب عطارد وهو أقرب الكواكب للشمس، لذلك الجهة القريبة من الشمس حارة جدا أما الجهة الأخرى معتمة جدا،فهو يمتاز بظروف بيئية قاسية بسبب قربه من الشمس فلعل كل من السرعة و الحرارة الشديدة بسبب موضعه من الشمس لها دلالات رمزية تعكس تطور وسرعة وتوتر الأحداث في الرواية. كذلك الحرارة الشديدة أو القسوة في الظروف التي تمر بها الشخصيات. -عطارد هو اسم ضابط ممن شهدوا اندحار الشرطة في 28 يناير 2011.

## أسلوب الرواية[6]

### السرد غير الخطي
الرواية تستخدم سردًا غير خطي، مما يعني أن الأحداث لا تتبع تسلسلًا زمنيًا واضحًا. بدلاً من ذلك، ينتقل الكاتب بين أزمنة مختلفة، مما يعزز من شعور الفوضى والاضطراب الذي يعيشه البطل. هذا الأسلوب يساعد في توصيل حالة التشوش والارتباك التي تعيشها الشخصيات، ويعكس طبيعة العالم المنهار الذي تدور فيه الأحداث.
السوداوية والواقعية العنيفة
الرواية مشبعة بجو من السوداوية والعنف. محمد ربيع لا يتردد في تصوير مشاهد قاسية ومروعة، تعكس الواقع المرير والمستقبل الكارثي الذي يتخيله. هذا الأسلوب يجعل القارئ يشعر بثقل الأحداث ويشارك الشخصيات معاناتها.
الوصف التفصيلي: الكاتب يعتمد على وصف دقيق ومفصل للعالم المستقبلي، بما في ذلك الأماكن، والمشاهد الدموية، وحالة الشخصيات النفسية. هذه التفاصيل تعمق من تأثير الرواية وتجعل الأحداث أكثر واقعية وقربًا للقارئ.
الحوار الداخلي: تتميز الرواية بوجود حوارات داخلية عميقة، حيث يتناول البطل "أحمد عطارد" صراعاته النفسية الداخلية وأفكاره المظلمة. هذه الحوارات تساعد في كشف الجانب النفسي للشخصيات وتوضح الدوافع التي تحركها.
الرمزية والتلميحات الثقافية: الرواية مليئة بالرموز والتلميحات التي تشير إلى الثقافة الشعبية، والدينية، والسياسية. محمد ربيع يستخدم هذه الرموز ليبني عوالم معقدة تعكس الواقع الاجتماعي والسياسي في مصر وفي العالم العربي بشكل عام.
الحداثة: تعتبر رواية عطارد رواية عجائبية (الفانطاستيكية) لأنها تتجاوز الواقع والمنطق إلى اللاواقع من خلال استخدام خاصتي التعجيب والتغريب حيث تعتبر هذه الخاصيتان من تجليات التحديث في الرواية الغربية والعربية. هذا الأسلوب السردي المميز يجعل "عطارد" رواية صعبة القراءة لكنها مليئة بالمعاني والتفاصيل التي تدعو للتأمل والتفكير العميق في مستقبل المجتمع البشر.

## الزمكانية[7]
الزمكانية (الزمان والمكان) في رواية "عطارد" تلعب دورًا مركزيًا في بناء الأجواء العامة للقصة وفي توجيه مسار الأحداث والشخصيات.

### الزمان:
تدور أحداث الرواية في المستقبل، وبالتحديد في عام 2025. هذا التحديد الزمني مهم لأنه يعكس نظرة الكاتب التشاؤمية تجاه المستقبل القريب. الزمن في الرواية ليس مجرد إطار للأحداث، بل هو عنصر فاعل يعكس الانهيار الاجتماعي والسياسي الذي يتوقعه الكاتب لمصر. هذا المستقبل المظلم يشبه نبوءة كابوسية تنبئ بعالم مفعم بالعنف والفوضى.
الرواية تستخدم الزمن بطريقة غير خطية، حيث تنتقل الأحداث بين فترات زمنية مختلفة، مما يضيف إلى الشعور بالاضطراب وعدم الاستقرار. هذا الانتقال الزمني المستمر يعزز من الطابع الكابوسي للرواية ويجعل القارئ يشعر بالتشوش والقلق، مما يتناسب مع الحالة النفسية للشخصيات وخاصة البطل "أحمد عطارد".

### المكان:
تدور معظم أحداث الرواية في القاهرة، ولكنها ليست القاهرة المعهودة، بل نسخة من المدينة في حالة انهيار تام. المكان هنا ليس مجرد خلفية للأحداث، بل هو شخصية بحد ذاته. القاهرة التي يصورها ربيع هي مدينة محطمة، مليئة بالعنف والفوضى، وأصبحت مسرحًا للصراعات المسلحة والدمار.
الأماكن في الرواية، مثل الشوارع المدمرة والمباني المهجورة، تعكس التدهور الأخلاقي والاجتماعي الذي أصاب المجتمع. المكان هنا يعزز من الحالة النفسية للشخصيات ويعكس الأوضاع الاجتماعية والسياسية المتدهورة.

### التداخل الزمكاني:
التداخل بين الزمان والمكان في "عطارد" يعكس الحالة النفسية المتوترة للشخصيات ويزيد من تعقيد الرواية. الزمن والمكان ليسا ثابتين أو مستقرين، بل هما في حالة تغير مستمر، مما يعكس الفوضى التي يعيشها المجتمع في الرواية. هذا التداخل يساهم في خلق جو من الرعب والاضطراب، ويجعل القارئ يشعر بأنه محاصر في عالم الرواية كما هو حال الشخصيات.

### الخلاصة:
الزمكانية في "عطارد" ليست مجرد إطار للأحداث، بل هي عنصر فاعل يسهم في تشكيل الرواية وطابعها العام. الزمن يعكس المستقبل الكارثي المتخيل، والمكان يعكس حالة المجتمع المتدهور، وكلاهما يتداخلان ليعززا من شعور القارئ بالاضطراب والقلق الذي يسيطر على الرواية.

## شخصيات مركزية
في رواية "عطارد" هناك عدة شخصيات مركزية تؤثر على مجرى الأحداث، أبرزها:
أحمد عطارد: هو بطل الرواية وضابط شرطة سابق، يروي الأحداث من وجهة نظره ويكشف عن الفساد والقمع في المجتمع.
ياسمين: شخصية محورية تُظهر جانبًا إنسانيًا في وسط الفوضى، وتربطها علاقة مع أحمد عطارد.
الجنرال: يمثل السلطة القمعية الفاسدة وهو عدو أحمد عطارد.
هذه الشخصيات تسهم في بناء السرد وتوضيح الرسائل الأساسية للرواية حول الظلم والقمع في المجتمع المصري المستقبلي.

## اقتباسات من الرواية
"العالم لم يعد كما كان، كل شيء تغير، الأخلاق، القيم، وحتى الأحلام."
"نحن نعيش في زمن أصبح فيه العدل حلمًا مستحيلًا، وكل شيء بات خاضعًا للقوة."

"في هذا العالم الجديد، لا مكان للضعفاء، إما أن تكون قاسيًا أو تُسحق."